# Meister Amund

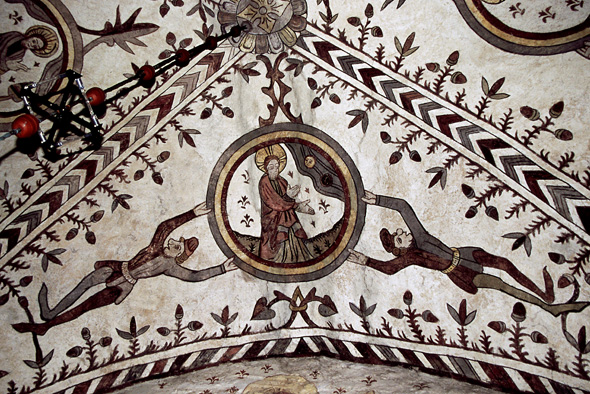
Deckenmalereien in der Kirche von Gökhem

Meister Amund ist einer der wenigen schwedischen Maler des Mittelalters, die bekannt sind. Sein Name ist von einer Signatur aus dem Jahr 1494 in der Kirche von Södra Råda bekannt. Meister Amund bzw. seiner Werkstatt werden Malereien in einem Dutzend westschwedischer Kirchen zugeschrieben, u. a. in Gökhem, Kumlaby und Ask.
Amunds Stil ist gekennzeichnet durch einfach gezeichnete Figuren in klaren Farben und flächenfüllende Pflanzenornamentik. Typisch sind erzählende Bildfolgen aus der Bibel und den Heiligenlegenden.